# Vol 175 de United Airlines

Trajectoria de vol

El vol 175 de United Airlines era un vol comercial de Boston a Los Angeles. Va ser segrestat per 5 terroristes d'al-Qaeda i estavellat contra la torre sud del World Trade Center l'11 de setembre del 2001.
Abans del vol Marwan al-Shehhi va trucar a Mohamed Atta, el segrestador del vol 11 d'American Airlines, per avisar que els atacs estaven llestos per començar. L'avió va sortir de Boston a les 08:14 i va ser segrestat entre les 08:42 i 08:46. Després els terroristes el van portar a Nova York on el van estavellar a les 09:03. L'avió era un Boeing-767-222.

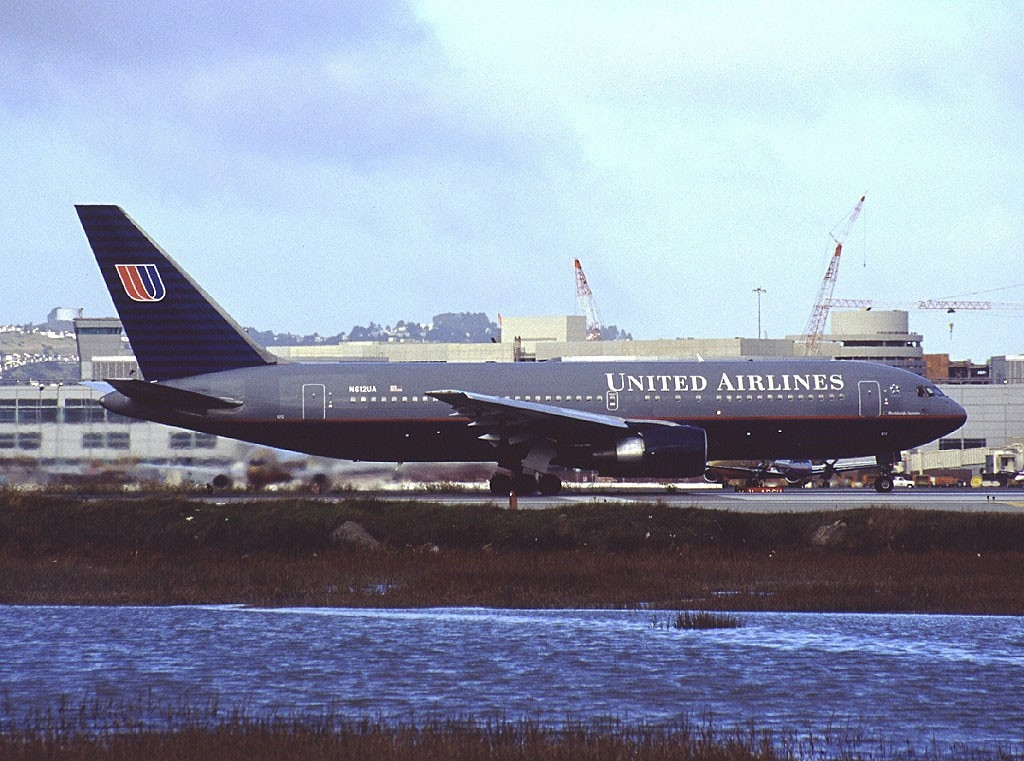
L'aeronau a San Francisco l'any 1999

## Llista dels terroristes
[1]
Marwan al-Shehhi, Emirats Àrabs Units, seient 6C
Mohand al-Shehri, Aràbia Saudita, seient 6B
Fayez Banihammad, Emirats Àrabs Units, seient 6A
Ahmed al-Ghamdi, Aràbia Saudita, seient 9D
Hamza al-Ghamdi, Aràbia Saudita, seient 9C